# XLII Puchar Gordona Bennetta (balonowy)
42 Puchar Gordona Bennetta – zawody balonów wolnych o Puchar Gordona Bennetta zorganizowane w Paryżu w Fracji. Impreza nie odbyła się ze względów pogodowych. Start miał się odbyć 26 września 1998 roku.

## Uczestnicy
Do udziału w zawodach zostały zgłoszone następujące załogi.
| Lp  | Balon | Załoga Pilot Pomocnik pilota            | Kraj              |
| --- | ----- | --------------------------------------- | ----------------- |
| 1.  |       | Stefan Makné Franciszek Góralewicz      | Polska            |
| 2.  |       | Lesley Pritchard Tom Davies             | Stany Zjednoczone |
| 3.  |       | David Levin Mark Sullivan               | Stany Zjednoczone |
| 4.  |       | Richard Abruzzo Troy Bradley            | Stany Zjednoczone |
| 5.  |       | Per Lindstrand                          | Wielka Brytania   |
| 6.  |       | Jonathan Harris Andrew Wilkinson        | Wielka Brytania   |
| 7.  |       | Tom Donelly Colin Wolstenholme          | Wielka Brytania   |
| 8.  |       | Christian Stoll Werner Najer            | Szwajcaria        |
| 9.  |       | Hans Jörg Fröhlin Walter Vollenweider   | Szwajcaria        |
| 10. |       | Max Imstepf Kurt Frieden                | Szwajcaria        |
| 11. |       | Peter Vizzard Judy Lynne                | Australia         |
| 12. |       | Rien Jurg Ron van Houten                | Holandia          |
| 13. |       | Josef Höhl Thomas Fink                  | Niemcy            |
| 14. |       | Wilhelm Eimers Bernd Landsmann          | Niemcy            |
| 15. |       | Heinz Brachtendorf Karl-Heinz Hutmacher | Niemcy            |
| 16. |       | Bertrand Hennequet Francois-H Hennequet | Francja           |
| 17. |       | Vincent Leys Jean-Francois Leys         | Francja           |
| 18. |       | Leo Burman Danielle Francoeur           | Kanada            |
| 19. |       | Ron Martin Stan Wereschuk               | Kanada            |
| 20. |       | Johann Fürstner Gerald Stürzlinger      | Austria           |